# Satoru Kobayashi (réalisateur)
Pour les articles homonymes, voir Kobayashi.
Satoru Kobayashi (小林悟, Kobayashi Satoru) est un réalisateur japonais surtout connu pour ses films roses (pinku eiga, ピンク映画) qui sont la production cinématographique la plus importante au Japon au cours des années 1960 et 1970. Certaines sources japonaises affirment que Kobayashi a réalisé plus de 400 films roses entre 1960 et 1990 faisant de lui le réalisateur le plus prolifique,.
Les titres des films sont donnés en langue anglaise car, mis à part Impuissant, ils n'ont été diffusés que dans les pays anglo-saxons (et le Japon).

## Biographie
Satoru Kobayashi est né le 8 août 1930 à Nagano, Japon. Comme d'autres jeunes adolescents, Kobayashi est impliqué dans des activités pacifistes au cours de la Deuxième Guerre mondiale et, de ce fait, est torturé par la police militaire japonaise. Au cours d'un entretien avec le responsable de l'Association, Kobayashi déclare que ce fut là son premier contact avec la torture et que cette expérience lui a donné l'intérêt et la capacité pour inclure des scènes sadomasochistes dans ses films roses.

## Carrière
Kobayashi a d'abord été réalisateur-assistant aux studios Shintōhō où, en raison de son attraction pour l'érotisme morbide il travaille sous l'égide de Tohuro Ishii et de Hiroshi Shimizu, deux maîtres de l'ero guro (grotesque érotique). Il fait ses premiers pas dans la réalisation avec une production indépendante intitulée Crazy Desire (狂った欲望, Kurutta yokubo) (1959).

### Flesh Market
Après la faillite des studios Shintōhō en 1961, Kobayashi se voit contraint de chercher du travail ailleurs. Après une année passée à l'écart du poste de réalisateur, Kobayashi écrit le scénario et dirige le film rose indépendant Flesh Market, en 1962. Au cours des années 1950, les films ayant pour sujet une pêcheuse de perles réalisés par la Shintōhō avec l'actrice Michiko Maeda sont connus pour être les premiers films à comporter des scènes de nudisme. Flesh Market est le premier film japonais à montrer des seins à l'écran. Il est présenté au public le 27 février 1962 et interdit en salles le jour suivant par le Département de la Police Métropolitaine de Tōkyō (警視庁, Keishichō). C'est le premier film d'après la Deuxième Guerre mondiale à être taxé d'obscène. L'année suivante, il est autorisé à paraître après que sept scènes sont coupées.
Contrairement aux autres films roses plus tardifs, Flesh Market est une production indépendante distribuée sous le manteau dans des salles réservées aux adultes. Le film connaît un succès au box-office. Avec un petit budget de seulement 8 millions de Yens (environ 60 000 €) il a rapporté 100 millions de Yens (environ 750 000 €), un grand profit pour une publication indépendante. Le succès de ce film marque le début de l'engouement pour les films roses qui marquera les 40 années suivantes. Tamaki Katori, l'actrice principale du film, prêtera son concours à plus de 600 films roses tout au long des années 1960 et gagnera le surnom de Princesse Rose. Le film marque le début de carrière de Kobayashi dans les films roses.

### Milieu de carrière
Kobayashi réalise 400 films du genre entre 1960 et 1990. Son intérêt pour les films d'horreur lui fait réaliser des films d'épouvante faisant appel au surnaturel comme Okinawa Ghost Story (沖縄怪談, Okinawa kaidan) (1962) avec Tamaki Katori et Caucasian Ghost (怪談異人幽霊, Kaidan ijin yurei) (1963).
Avec Impuissant (不能者, Funosha) (1966), Kobayashi se fourvoie dans un thème social cependant important. La publicité l'annonce comme étant « le premier film traitant de la maladie du modernisme! » Ainsi que le souligne Weisser & coll. dans son livre intitulé Japanese Cinema Encyclopedia: The Sex Films, traiter de l'impuissance est un mauvais choix pour un film rose.
Après cet échec, Kobayashi revient à des sujets plus classiques pour ce genre de films. Il réalise Disheveled Hair (みだれ髪, Midaregami) (1967), une histoire d'amour entre les filles et les clients d'un lupanar. Ce film, léger et libertin, connaît un succès qui contraste avec le sérieux d'Impuissant. Celle qui incarne le personnage principal, l'actrice Yasuko Matsui, n'est autre que la femme de Kobayashi, jouera ou fera une apparition dans maints des films de son mari au cours des années 1960. Le succès de ce film pousse les studios Mutsukuni Eiga à produire une suite. S'éloignant de l'histoire originelle, privée du réalisateur Kobayashi et de l'actrice Yasuko Matsui, cette suite ne reçoit pas le même accueil de la part du public.
Kobayashi réalise Pleasure of a Bitch (あばずれの悦楽, Abazure no kairaku) en 1967. Il y dirige à nouveau Matsui en compagnie de deux actrices renommées du film rose. Ce film d'action et de sexe retrouve les trois femmes déguisées en hommes pour dévaliser une banque. Kobayashi réalise un certain nombre de films Roman Porno pour le compte des studios Nikkatsu au cours des années 1970. Il est suivi par Matsui mais cette dernière est jugée trop âgée pour tenir des premiers rôles dans ces films et se voit souvent confier des seconds rôles.

### Fin de carrière
Kobayashi ne ralentit pas ses réalisations jusqu'à la fin de sa carrière et sait s'adapter aux changements survenus dans les distractions des adultes japonais. Tout au long du « BBB » japonais, dans le sillage de l'actrice Kimiko Matsuzaka qui débute en février 1989, Kobayashi réalise divers films de ce genre. C'est ainsi qu'il dirige Natsuko Kayama, actrice dotée d'une vaste poitrine dans Big Tit Against Big Tit, Rubbing! (巨乳ＶＳ巨乳 こする！, Kyonyū tai kyonyū kosuru!) (1990) pour Excess, la nouvelle entité créée par Nikkatsu pour promouvoir sa pornographie « soft » après la fin de ses Roman Porno,.
Shinobu Hosokawa succède à Kimiko Matsuzaka dans le rôle de femme dotée d'une vaste poitrine. Kobayashi la dirige dans deux films Big Tit Soap, Come in the Valley! (巨乳ソープ 谷間でイって！, Kyonyū soap tanide itte!) (1996) et Big Tit Rape, Forced Paizuri (巨乳レイプ 強制パイズリ, Kyonyū rape kyōsei paizuri) (1997). Il met en scène et dirige Nao Saejima, l'idole renommée de la vidéo pour adultes, pour son film Erotic Ghost Story: Female Ghost in Heat (色欲怪談 発情女ゆうれい, Shikiyoku kaidan: Hatsujo onna yurei) (1995).
Lorsqu'en 1999, Teruo Ishii, le mentor de Kobayashi, entreprend Hell un remake du film Jigoku de Nobuo Nakagawa paru en 1960, Kobayashi est son producteur. Avec l'aide d'Ishii, il persuade l'actrice Michiko Maeda, bannie du cinéma nippon 42 ans auparavant, de refaire une apparition dans le film.
Kobayashi fonde ses propres studios en 2000 et continue de réaliser des films jusqu'au jour de sa mort. Il meurt le 15 novembre 2001 des suites d'un cancer de la vessie.

## Filmographie partielle
- 1959 : Crazy Desire (狂った欲望, Kurutta yokubo?)
- 1960 : Kiken na yūwaku (危険な誘惑?)
- 1960 : Kenjū to bakusō (拳銃と驀走?)
- 1962 : Flesh Market (肉体の市場, Nikutai no ichiba?)
- 1962 : Okinawa Ghost Story (沖縄怪談, Okinawa kaidan?)
- 1963 : Caucasian Ghost (怪談異人幽霊, Kaidan ijin yurei?)
- 1966 : Impuissant (不能者, Funosha?)
- 1967 : Disheveled Hair (みだれ髪, Midaregami?)
- 1967 : Pleasure of a Bitch (あばずれの悦楽, Abazure no kairaku?)
- 1990 : Big Tit Against Big Tit, Rubbing! (巨乳ＶＳ巨乳 こする！, Kyonyū tai kyonyū kosuru!?)
- 1995 : Erotic Ghost Story: Female Ghost in Heat (色欲怪談 発情女ゆうれい, Shikiyoku kaidan: Hatsujo onna yurei?)
- 1996 : Big Tit Soap, Come in the Valley! (巨乳ソープ 谷間でイって！, Kyonyū soap tanide itte!?)
- 1997 : Big Tit Rape, Forced Paizuri (巨乳レイプ 強制パイズリ, Kyonyū rape kyōsei paizuri?)